# Glavanovți, Montana
Glavanovți (în bulgară Главановци) este un sat în comuna Gheorghi Dameanovo, regiunea Montana,  Bulgaria. 

## Demografie
Componența etnică a satului Glavanovți
     Bulgari (98,63%)
     Nicio identificare (1,36%)
     Altele (0%)
La recensământul din 2011, populația satului Glavanovți era de 73 locuitori. Din punct de vedere etnic, majoritatea locuitorilor (98,63%) erau bulgari. Pentru 1,36% din locuitori nu este cunoscută apartenența etnică.